# УТ1
Перший е държавен телевизионен канал в Украйна, който е управляван от Националната обществена компания за радио и телевизия на Украйна. Това е украински телевизионен канал с обхват над 97% от територията на Украйна.

## История
Каналът е основан на 1 февруари 1939 г., когато в Киев се правят първи опити за излъчване. Редовното му функциониране започва през ноември 1956 г.